# Deutsche Feldhandball-Meisterschaft 1923/24
Die Deutsche Feldhandball-Meisterschaft 1923/24 war die vierte deutsche Feldhandball-Meisterschaft der Männer. Erneut gab es mit den Meisterschaften der Deutschen Sportbehörde für Leichtathletik (DSB), der Deutschen Turnerschaft (DT), des Arbeiter-Turn- und Sportbundes (ATSB) und des DJK-Sportverbandes verschiedene Sportverbände, die einen Deutschen Feldhandballmeister ermittelten.
Die Meisterschaft der DSB sicherte sich erneut zum dritten Mal hintereinander der Polizei SV Berlin nach einem deutlichen 8:2-Erfolg im Finale über die Vereinigten Breslauer Sportfreunde. Dabei lagen die Berliner zur Halbzeit bereits mit 0:2 hinten, schossen in der zweiten Halbzeit jedoch acht Tore und sicherten sich so die Meisterschaft. Bei der Feldhandballmeisterschaft der Deutschen Turnerschaft war der TV Seckbach 1875 erstmals erfolgreich. Die Meisterschaft des ATSB sicherte sich die Freie Turnerschaft Jena, während die DJK Frankfurt-Sachsenhausen den Titel der DJK verteidigen konnte. Ein gesamtdeutsches Endspiel zwischen den Siegern der einzelnen Verbände gab es noch nicht.

## Meisterschaft der DSB

### Modus DSB
Erneut wurden die Teilnehmer in den von den Regionalverbänden ausgespielten Regionalmeisterschaften ermittelt. Die regionalen Meister waren für die Endrunde um die Deutsche Feldhandballmeisterschaft qualifiziert, welche im K.-o.-System ausgetragen wurden. Ab dieser Spielzeit spielten auch die noch fehlenden drei Verbände BRWV, SOLV und WSV einen Regionalmeister aus.
Folgende Vereine qualifizierten sich für die diesjährige Feldhandballmeisterschaft des DSL:
| Verein                            | Qualifiziert als                 |
| --------------------------------- | -------------------------------- |
| Polizei SV Stettin                | Baltischer Meister (BRWV)        |
| VfL Nordmark Flensburg            | Norddeutscher Meister (NSV)      |
| Hagener SC 05                     | Westdeutscher Meister (WSV)      |
| Polizei SV Berlin                 | Brandenburgischer Meister (VBAV) |
| Polizei SV Halle                  | Mitteldeutscher Meister (VMBV)   |
| Vereinigte Breslauer Sportfreunde | Südostdeutscher Meister (SOLV)   |
| SpVgg Fürth                       | Süddeutscher Meister (SVL)       |

### DSB-Vorrunde
| Datum                                 |                                   | Ergebnis | !Ort                              |
| ------------------------------------- | --------------------------------- | -------- | --------------------------------- |
| 11. Mai 1924                          | Polizei SV Berlin                 | 15:20    | VfL Nordmark Flensburg \|\|Berlin |
| 18. Mai 1924                          | Hagener SC 05                     | 02:10    | Polizei SV Halle \|\|Dresden      |
| 25. Mai 1924                          | Vereinigte Breslauer Sportfreunde | 04:30    | SpVgg Fürth \|\|Breslau           |
| Polizei SV Stettin hatte ein Freilos. |                                   |          |                                   |

### DSB-Halbfinale
| Datum         |                    | Ergebnis | !Ort                                        |
| ------------- | ------------------ | -------- | ------------------------------------------- |
| 15. Juni 1925 | Polizei SV Stettin | 01:70    | Polizei SV Berlin \|\|Stettin               |
| 22. Juni 1924 | Hagener SC 05      | 01:30    | Vereinigte Breslauer Sportfreunde \|\|Hagen |

### DSB-Finale
| Polizei SV Berlin                                                                                    | Polizei SV Berlin                                                                                       | Vereinigte Breslauer Sportfreunde | Vereinigte Breslauer Sportfreunde |
| | 6. Juli 1924 in Berlin (Sportplatz Moabit) Ergebnis: 8:2 (0:2) Schiedsrichter: Kraus (Düsseldorf)       |                                   |                                   |
| Schwarz – Bergemann, Haase, Schönfeldt, Axmann, Adebahr, Gesch, Costisella, Kerber, Wolff, Borkowski | Wahl – Stiller, Meier, Neumann, M. Kretschmer, Hoinkis, E. Kretschmer, Sandek, Jeschke, Graune, Richter |                                   |                                   |

## Meisterschaft der Deutschen Turnerschaft

### Modus DT
Die Qualifikation zu Deutschen Feldhandballmeisterschaft der Deutschen Turnerschaft erfolgte über regionale Kreisgruppen. Folgende Vereine qualifizierten sich für die diesjährige Feldhandballmeisterschaft der DT:
| Verein                | Qualifiziert als |
| --------------------- | --- |
| TV Jahn Elbing a      | Sieger DT-Kreis I (Ostpreußen und Danzig)                                                                                    |
| TV Vorwärts Breslau b | Sieger Kreisgruppenfinale DT-Kreis II (Schlesien) und DT-Kreis XIV (Freistaat Sachsen)                                       |
| TSV Spandau 1860      | Sieger Kreisgruppenfinale DT-Kreis IIIa (Pommern), DT-Kreis IIIb (Brandenburg) und DT-Kreis IV (Norden)                      |
| MTV Saalfeld          | Sieger Kreisgruppenfinale DT-Kreis IIIc (Provinz Sachsen und Anhalt), DT-Kreis VII (Oberweser) und DT-Kreis XIII (Thüringen) |
| MTV Leinhausen        | Sieger Kreisgruppenfinale DT-Kreis V (Unterweser-Ems) und DT-Kreis VI (Hannover-Braunschweig)                                |
| TV Seckbach 1875      | Sieger Kreisgruppenfinale DT-Kreis VIIIa (Westfalen), DT-Kreis VIIIb (Rheinland) und DT-Kreis IX (Mittelrhein)               |
| TV 1881 Friesenheim   | Sieger Kreisgruppenfinale DT-Kreis X (Baden), DT-Kreis XI (Schwaben) und DT-Kreis XII (Bayern und Pfalz)                     |

### DT-Vorrunde
| Datum                                                        |                  | Ergebnis | !Ort                          |
| ------------------------------------------------------------ | ---------------- | -------- | ----------------------------- |
| 18. Mai 1924                                                 | TSV Spandau 1860 | 01:30    | MTV Leinhausen \|\|Berlin     |
| 18. Mai 1924                                                 | MTV Saalfeld     | 04:30    | TV Vorwärts Breslau \|\|Halle |
| TV Seckbach 1875 und TV 1881 Friesenheim hatten ein Freilos. |                  |          |                               |

### DT-Halbfinale
| Datum        |                     | Ergebnis  | !Ort                        |
| ------------ | ------------------- | --------- | --------------------------- |
| 2. Juni 1924 | TV Seckbach 1875    | 04:30     | MTV Leinhausen \|\|Duisburg |
| 2. Juni 1924 | TV 1881 Friesenheim | 4:3 n. V. | MTV Saalfeld \|\|Chemnitz   |

### DT-Finale
| Datum         |                  | Ergebnis | !Ort                                     |
| ------------- | ---------------- | -------- | ---------------------------------------- |
| 15. Juni 1924 | TV Seckbach 1875 | 01:00    | TV 1881 Friesenheim \|\|Leipzig (15.000) |

## Meisterschaft des ATSB
Der Feldhandballmeister des ATSB wurde in diesem Jahr während der Bundesmeisterschaft des ATSB in Magdeburg ausgetragen.
Halbfinale:
| Datum                       |                        | Ergebnis | !Ort                      |
| --------------------------- | ---------------------- | -------- | ------------------------- |
| 7. September 1924           | ATV Fichte Nord Berlin | 03:20    | Nord Bremen \|\|Magdeburg |
| FT Jena hatten ein Freilos. |                        |          |                           |

Finale:
| Datum             |         | Ergebnis | !Ort                                 |
| ----------------- | ------- | -------- | ------------------------------------ |
| 7. September 1924 | FT Jena | 04:30    | ATV Fichte Nord Berlin \|\|Magdeburg |

## Meisterschaft der DJK
Die Meisterschaft wurde auf dem 2. Reichsverbandstreffen der DJK, welches vom 22. August 1924 bis 25. August 1924 in Frankfurt am Main stattfand, ausgespielt.
Halbfinale
|                             | Ergebnis | !Ort                                    |
| --------------------------- | -------- | --------------------------------------- |
| DJK Falkenhorst Herne       | 02:10    | DJK Karlsruhe-Mittelstadt \|\|Frankfurt |
| DJK Frankfurt-Sachsenhausen | N/A      | n. b. \|\|Frankfurt                     |

Finale
|                             | Ergebnis | !Ort                                |
| --------------------------- | -------- | ----------------------------------- |
| DJK Frankfurt-Sachsenhausen | 03:10    | DJK Falkenhorst Herne \|\|Frankfurt |